# Протести в Киргизстані (2020)
Протести в Киргизстані 2020 — протести, що почалися в понеділок 5 жовтня 2020 року, з натовпу у 1000 осіб, який до вечора виріс до як мінімум 5 тисяч. Протести відбуваються в столиці Киргизстану, в місті Бішкек проти можливої фальсифікації результатів парламентських виборів.

## Перебіг подій
Після настання темряви та проведення поліцейської операції з розгону з площі Ала-Тоо протестувальників із застосуванням сльозогінного газу і водометів, ті нібито атакували поліціянтів камінням, поранивши двох із них.
Вранці 6 жовтня 2020 року учасники протесту відновили контроль над площею Ала-Тоо в центрі Бішкеку. Їм також вдалося захопити прилеглі будівлі Білого дому і Жогорку Кенеш та проникнути до адміністрації президента. Крім того, вони звільнили з в'язниці колишнього президента Алмазбека Атамбаєва.
7 жовтня депутати парламенту Киргизстану почали процедуру імпічменту президенту країни Сооронбаю Жеенбекову.

## Хронологія

### 5 жовтня
5 жовтня 2020 року в центрі Бішкека почався мітинг проти попередніх результатів виборів до парламенту Киргизстану, що відбулися напередодні. Згідно офіційних результатів, більшість голосів отримала провладна проросійська партія Єдність («Биримдик») на чолі з Маратом Аманкуловим. На демонстрацію проти можливої фальсифікації результатів вийшло близько тисячі представників опозиційних партій «Республіка», «Ата-Мекен» («Вітчизна»), «Бир Бол» і «Замандаш».
Увечері 5 жовтня почалися масові заворушення і спроби штурму будинку уряду. На вулиці Бішкека вийшли близько двох тисяч людей, тривали сутички з міліцією. ОМОН повторно розігнав протестувальників з площі біля Білого дому. Протестувальники агалися зламати ворота резиденції президента й уряду, лізли через огорожу і кидали в будівлю камені. Міліція застосувала сльозоточивий газ, світлошумові гранати і гумові кулі. Були постраждалі з обох сторін, підпалені як мінімум дві міліцейські машини і одна пожежна.

### 6 жовтня

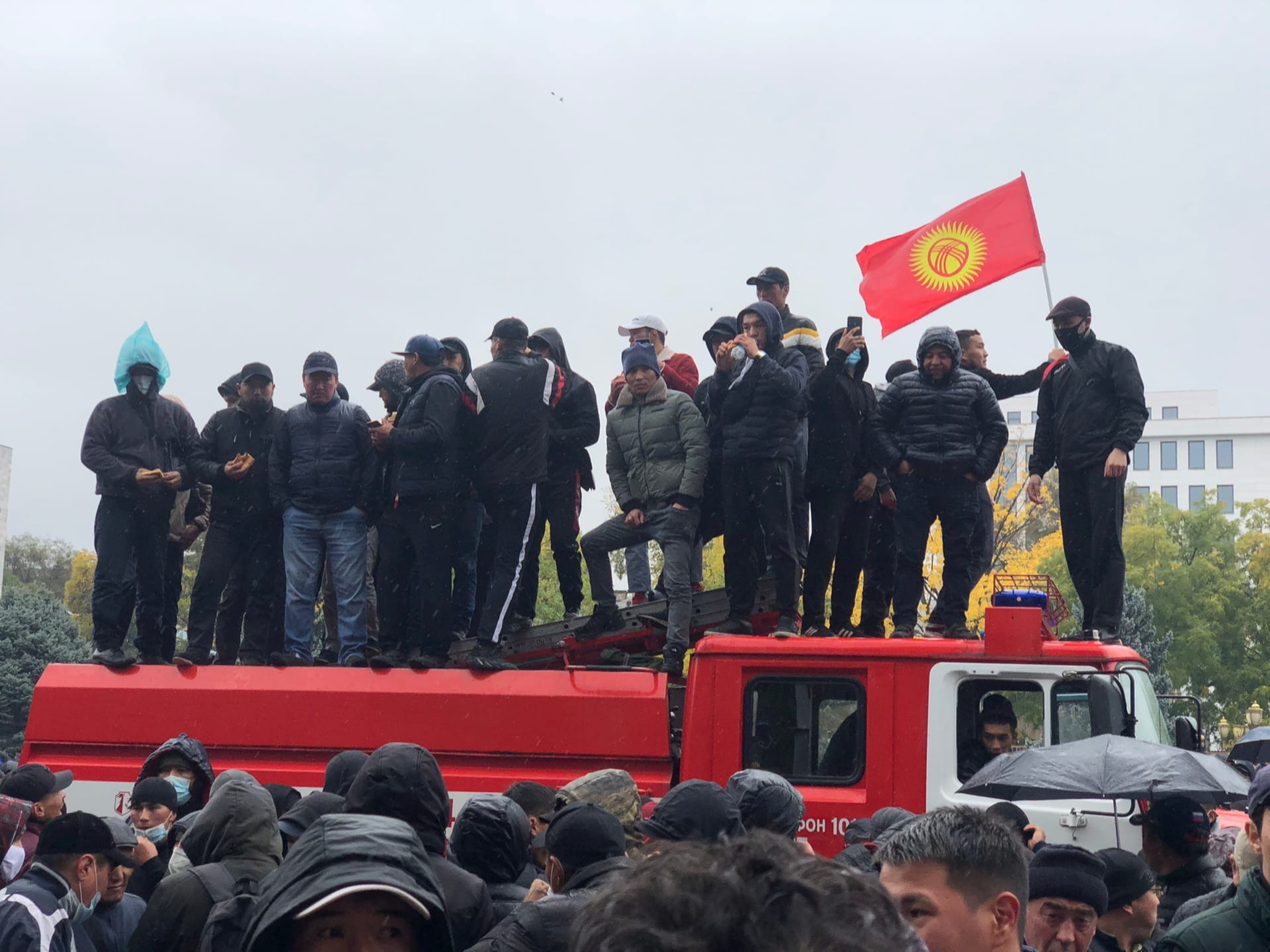
Захоплена пожежна машина біля Білого дому 6 жовтня 2020

О 3:19 портал 24.kg повідомив, що учасники протесту прорвалися на територію Білого дому, протестувальники проникли до будівлі Державного комітету нацбезпеки. За кілька хвилин з'явилося повідомлення, що після знесення огорожі мітингувальниками співробітники ДКНБ «вийшли з піднятими руками і сказали, що вони з народом».
4:30 ранку протестувальники проникли до сесійної зали Білого дому. З СІЗО ДКНБ було випущено колишнього президента Киргизстану Алмазбек Атамбаєв, заарештованого влітку 2019 року. Пізніше ЦВК Киргизстану визнала вибори в парламент недійсними. Мер Бішкека Азіз Суракматов подав у відставку за власним бажанням.
Також склали повноважні представники уряду в Баткенській, Наринськой, Таласської і Іссик-Кульської областях.

### 7 жовтня
МОЗ повідомив, що за час протестів за медичною допомогою звернулося 911 учасників зіткнень. Прес-служба Сооронбая Жеенбекова опублікувала його звернення до народу, де він розповів, що не став піддавати ризику людські життя і не давав команду застосовувати силу прот их, хто увірвався до Білого дому. Депутати парламенту Киргизстану почали процедуру імпічменту президенту країни Сооронбаю Жеенбекову.

### 8 жовтня
Рада безпеки Киргизстану заявила, що місцезнаходження президента Сооронбая Жеенбекова і прем'єр-міністра Кубатбека Боронова невідомо, також було закрито кордон. Політики не з'являлися на публіці з початку протестів.

### 9 жовтня
Президент Жеенбеков ввів у країні надзвичайний стан до 8:00 21 жовтня, до міста було введено війська. Протягом дня в місті було чути стрілянину, а протести продовжилися. Зокрема, стріляли в машину екс-президента Киргизстану Атамбаєва, якого учасники протесту 6 жовтня випустили з СІЗО. Колишній прем'єр-міністр Сапар Ісаков заявив, що в його машину також стріляли.

### 10 жовтня
У Киргизстані було затверджено новий склад уряду, Садир Жапаров став прем'єр-міністром. За звинуваченням у заворушеннях у Бішкеку було затримано експрезидента Киргизстану Алмазбека Атамбаєва. Новообраний спікер парламенту Киргизстану Миктибек Абдилдаєв пішов у відставку.
12 жовтня в Бішкеку було повторно введено режим надзвичайного стану, протестувальники передали будівлю парламенту владі.

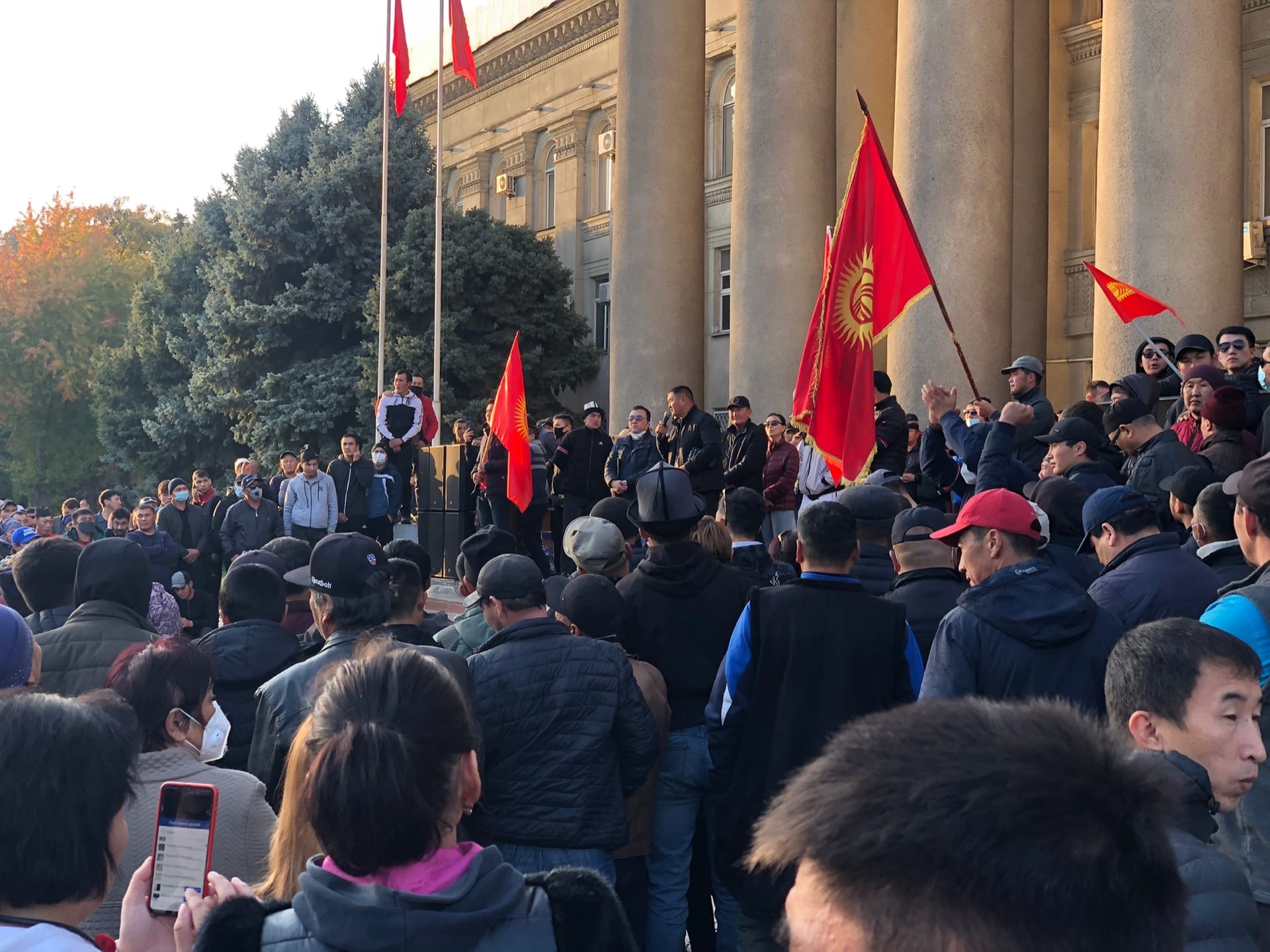
Прихильники Садира Жапарова у старій площі 14 жовтня 2020

13 жовтня Президент Киргизстану Жеенбеков визнав незаконним рішення парламенту про призначення нового складу кабміну на чолі з Садиром Жапаровим 10 жовтня.
14 жовтня Президент Жеенбеков призначив Садира Жапарова прем'єр-міністром, хоча днем раніше він визнав призначення Жапарова незаконним.
15 жовтня Президент Сооронбай Жеенбеков пішов у відставку.
21 жовтня було призначено повторні парламентські вибори, на 20 грудня 2020-го. Натомість, президентські вибори було заплановано на 10 січня 2021-го.

## Міжнародна реакція
- Бюро з демократичних інститутів і прав людини ОБСЄ висловило стурбованість[28].
- Євросоюз закликав усі політичні сили до мирного врегулювання.